# ホープ湾

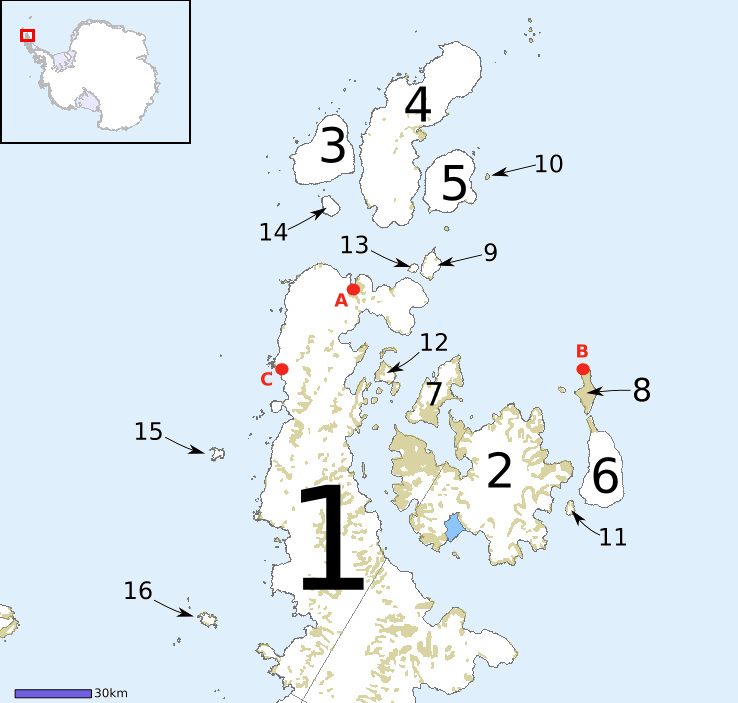
Aがホープ湾

ホープ湾（ホープわん、英語: Hope Bay）は、南極半島先端のトリニティ半島に位置する湾である。長さ5km、幅3kmで、南極海峡に向かって開いている。
1902年1月15日にオットー・ノルデンショルド（Otto Nordenskiöld）が率いるスウェーデンの探検隊によって発見された。ノルデンショルドは、船が氷に押しつぶされた失われた後ここですごした冬を記念して命名した。ノルデンショルドらはアルゼンチンのコルベットによって救助された。探検隊のメンバーによって作られた石の小屋の残骸が今でも残っている。
1945年にイギリスの基地Dがここに作られた。1948年に一部が焼失し、1964年に閉鎖された。1997年12月8日、英南極調査所（British Antarctic Survey）は基地をウルグアイに譲渡した。ウルグアイはそこをTeniente Ruperto Elichiribehety Uruguayan Antarctic Scientific Stationと改名した。
1952年にアルゼンチンの基地、エスペランサ基地が作られた。そこにはアルゼンチン陸軍が駐留し、その家族も住んでいる。1978年にはそこで南極では初めて人が生まれた。